# Gustav Fischer
Gustav Adolph Fischer (Barmen, 3 marzo 1848 – Berlino, 11 novembre 1886) è stato un esploratore e medico tedesco.

## Biografia
Nel 1876 affiancò Clemens Denhardt durante la sua spedizione a Zanzibar, dove si stabilì come medico.
L'anno seguente esplorò Wituland e il paese meridionale di Oromo. Nel 1878 continuò il suo viaggio verso il Wapokomoland e lungo il fiume Tana fino a Massa.
Con il sostegno della Società Geografica di Amburgo, visitò il paese Masai nel 1882 e penetrò dalla foce del fiume Pagani al Lago Naivasha. I Masai gli impedirono di avanzare ulteriormente. Equipaggiato con fondi dal fratello di Wilhelm Junker, un esploratore.
Emin Pasha e Gaetano Casati si persero nelle province equatoriali, allora organizzò una spedizione di soccorso che, tuttavia, fu costretta a tornare dopo aver raggiunto il Lago Vittoria. Poco dopo il suo ritorno in Germania nel 1886 morì di una febbre biliare contratta durante il suo viaggio.
Ricordo per aver descritto numerosi animali, tra cui Agapornis fischeri.

## Opere
- Mehr Licht im dunkeln Weltteil (1885)
- Das Masai-Land (1885)